# ليفربول موسم 1977–78
موسم 1977–78 هو الموسم السادس والثمانين لنادي ليفربول لكرة القدم وموسمه السادس عشر على التوالي في الدرجة الأولى. كان موسم التناقضات بالنسبة لليفربول حيث احتفظوا بكأس أوروبا، بعد فوزهم 1-0 على كلوب بروج في النهائي على ملعب ويمبلي في لندن، وفازوا بكأس السوبر الأوروبي بفوزهم على هامبورغ، الذي ضم مهاجم ليفربول السابق كيفن كيغان في فريقه، بنتيجة 7-1 في مجموع المباراتين بفوزهم 6-0 في مباراة الإياب على ملعب أنفيلد. ومع ذلك، في كل من الدوري الإنجليزي وكأس رابطة الأندية الإنجليزية المحترفة، فقد احتلوا المركز الثاني خلف فريق نوتنغهام فورست الصاعد حديثًا والذي يدربه بريان كلوف. ستثبت إعادة مباراة نهائي كأس رابطة الأندية الإنجليزية المحترفة أنها مثيرة للجدل للغاية، حيث تم احتساب ركلة جزاء حسمت المباراة، تلاها هدف ملغى عندما تم الحكم بأن تيري ماكديرموت لمس الكرة بيده.
اشترى مدرب ليفربول بوب بايزلي كيني دالجليش من سيلتيك مقابل 440 ألف جنيه إسترليني، وهي قيمة انتقال قياسية بين الأندية البريطانية. وسجل دالغليش 20 هدفا في الدوري و31 هدفا في جميع المسابقات، بما في ذلك هدف الفوز في نهائي كأس أوروبا. وأدرك النادي أن إيان كالاهان يقترب من نهاية مسيرته في ليفربول، لذا أنفق 352 ألف جنيه إسترليني على جرايم سونيس من ميدلسبره.
ومع ذلك، بدأ الموسم الأخير لكالاهان بدعوى للانضمام إلى تشكيلة إنجلترا، ولعب في المباراة ضد سويسرا في 7 سبتمبر 1977  تحت قيادة المدير الفني الجديد رون جرينوود. كانت هذه أول مباراة دولية له منذ مشاركته في نهائيات كأس العالم 1966 ضد فرنسا. 
كما شهد ظهور تيري ماكديرموت ظهوره الأول في نفس المباراة مع راي كليمنس، وفيل نيل، وإملين هيوز، وراي كينيدي الذين لعبوا أيضًا. وشارك كيفن كيغان أيضًا في المباراة، ليصبح عدد اللاعبين الحاليين والسابقين في ليفربول سبعة في تلك المباراة.